# Берше, Джованни
Джова́нни Берше́ (иначе Беркет, итал. Giovanni Berchet; 23 декабря 1783 года ― 23 декабря 1851 года) ― итальянский поэт.  
Ныне в основном известен как автор манифеста итальянского романтизма ― Lettera semiseria di Grisostomo «Полусерьёзное письмо от Гризостомо», который был составлен им в 1816 году и оказал большое влияние на современные ему литературные круги. Сотрудничал с реформистским периодическим изданием Il Conciliatore («Примиритель»).
Берше родился в Милане. Он участвовал в различных националистических движениях, включая революции, потрясшие итальянский полуостров в 1821 году. После этого он жил в изгнании, в основном в Великобритании, пока не вернулся в Италию, чтобы принять участие в событиях революции 1848 года. Среди главных его сочинений ― «Трубадур» (Il trovatore), «Отшельник из Ченизио» (Il romito del Cenisio) и, самое известное из них, «Беглецы из Парги» (I profughi di Parga, 1821).
Трактат Lettera semiseria («Полусерьёзное письмо») приводит выполненный Берше прозаический перевод с немецкого двух баллад Готфрида Августа Бюргера в качестве примера нового вида поэзии. В сочинении он выражает мысль о новом содержании и языке, которые смогут достичь новой публики: это уже не класс наиболее образованных читателей, а так называемый «третий класс», то есть буржуазия, который ждёт книг интересных, полных настоящих чувств, простых в плане языка и не обращающихся к мифологическим и классическим образцам. Этот текст сыграл важную роль в дебатах о романтизме, которые развились в Италии (особенно в Милане) во втором десятилетии XIX века. 